# アレクサンドリア (原子力潜水艦)
| USS Alexandria (SSN-757) |                                    |
| 艦歴                     |                                    |
| 発注                     | 1984年11月26日                     |
| 起工                     | 1987年6月19日                      |
| 進水                     | 1990年6月23日                      |
| 就役                     | 1991年6月29日                      |
| その後                   | 就役中                             |
| 母港                     | コネチカット州グロトン             |
| 性能諸元                 |                                    |
| 排水量                   | 満載：6,927 トン、基準：6,000 トン |
| 全長                     | 110.3 m (362 ft)                   |
| 全幅                     | 10 m (33 ft)                       |
| 喫水                     | 9.4 m (31 ft)                      |
| 機関                     | S6G reactor 1基                    |
| 乗員                     | 士官12名、兵員98名                 |
| 兵装                     |                                    |
| モットー                 | Twice as Strong                    |
|                          |                                    |

アレクサンドリア(USS Alexandria, SSN-757)は、アメリカ海軍のロサンゼルス級原子力潜水艦の46番艦。艦名はバージニア州アレクサンドリアに因んで命名された。その名を持つ艦としてはタコマ級フリゲート16番艦(PG-126)以来3隻目。

## 艦歴
アレクサンドリアは1987年6月19日にコネチカット州グロトンのジェネラル・ダイナミクス・エレクトリック・ボート社で起工した。1990年6月23日にグレンウッド・クラーク夫人によって命名、進水し、1991年6月29日にポール・ノーマンド艦長の指揮下就役する。
アレクサンドリアは2004年、ミサイル巡洋艦「カウペンス」(USS Cowpens, CG-63)、ミサイルフリゲート「ゲイリー」(USS Gary, FFG-51)、およびP-3C オライオン哨戒機と共にインドの南西沖合で行われたインド海軍との合同演習、エクササイズ・マラバル 2004に参加した。同演習は10月11日終了した。